# Den svenska fysikaliska-meteorologiska expeditionen till Spetsbergen 1882–1883

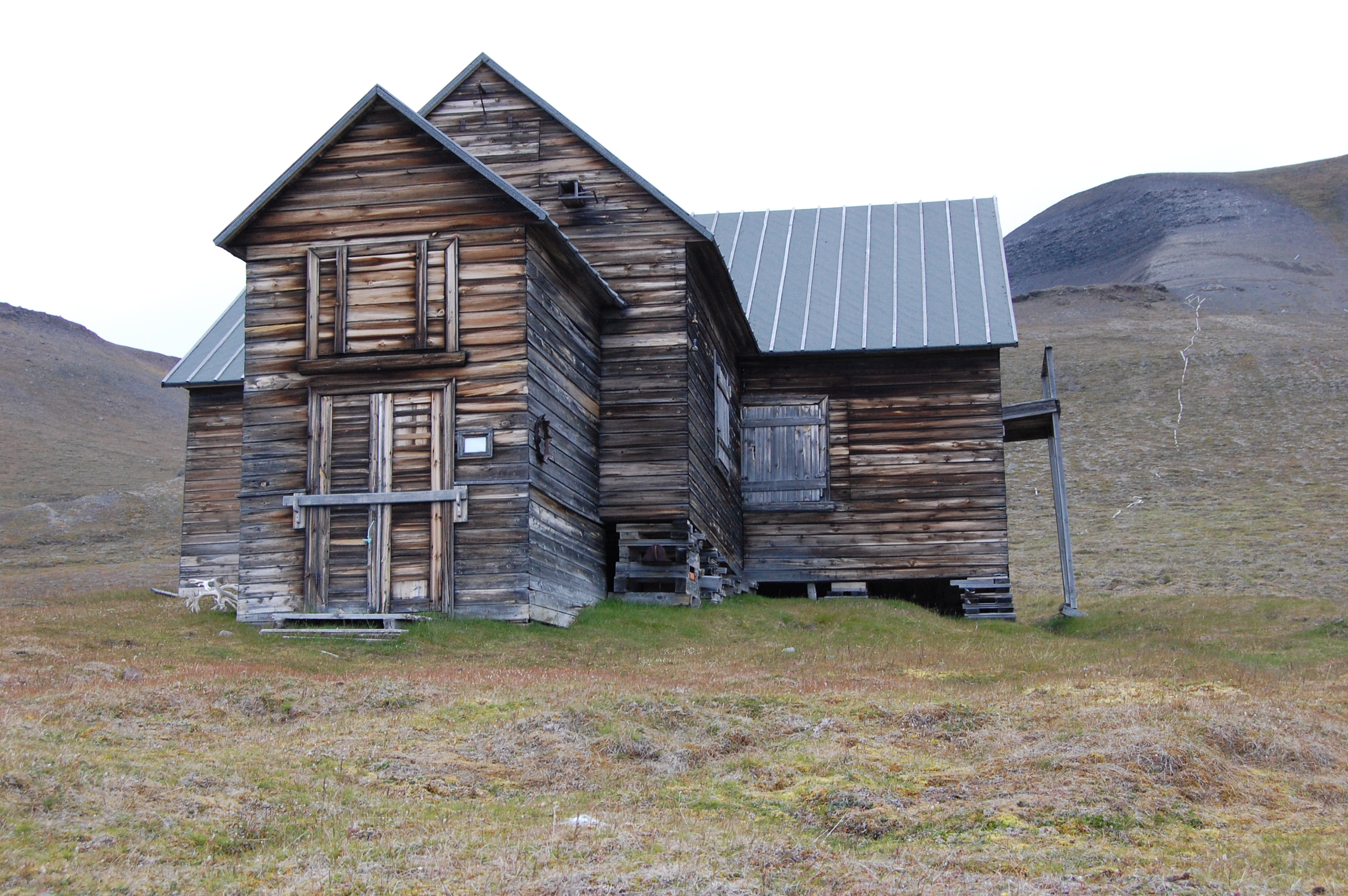
Svenskhuset

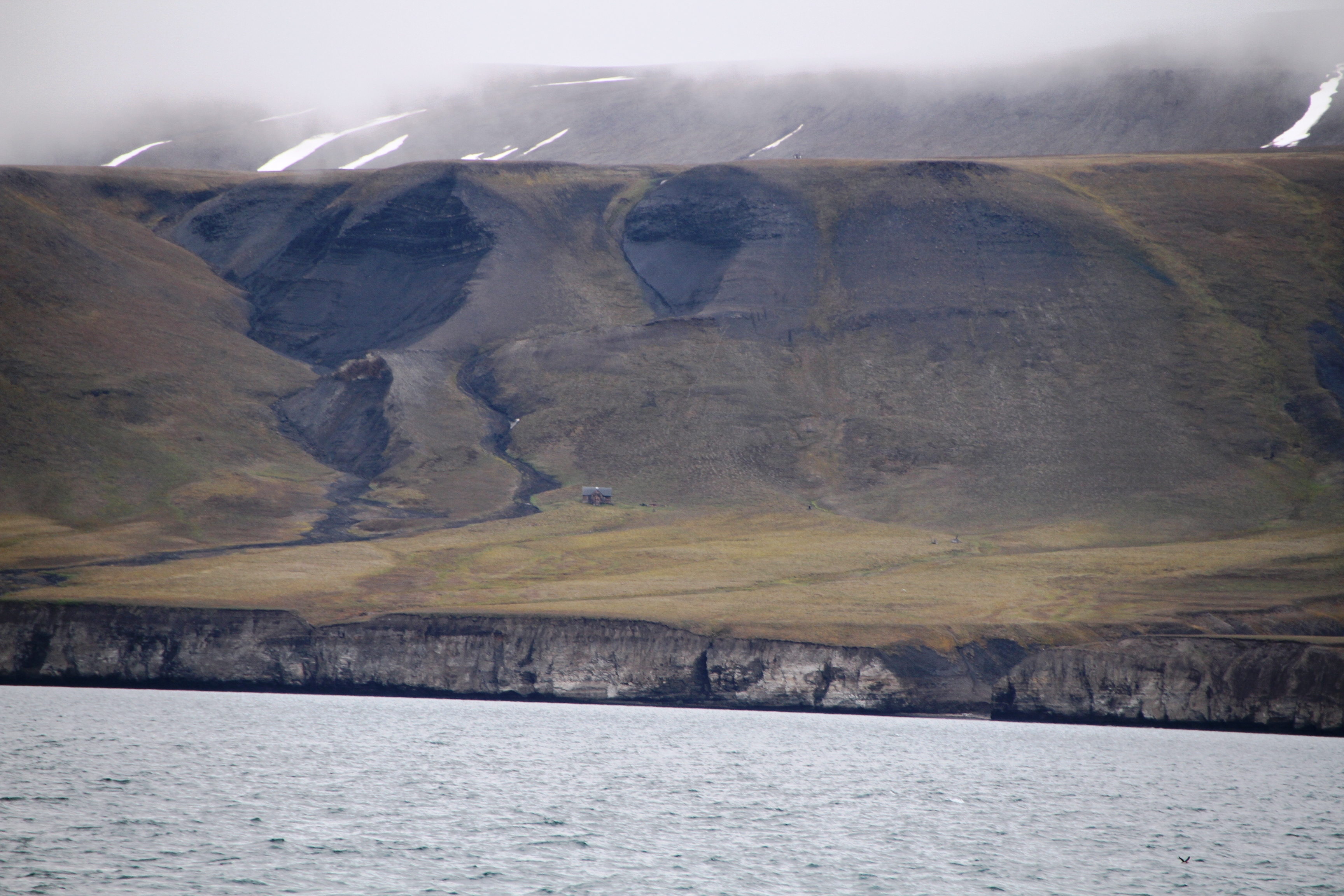
Svenskhusets läge på Kap Thordsen

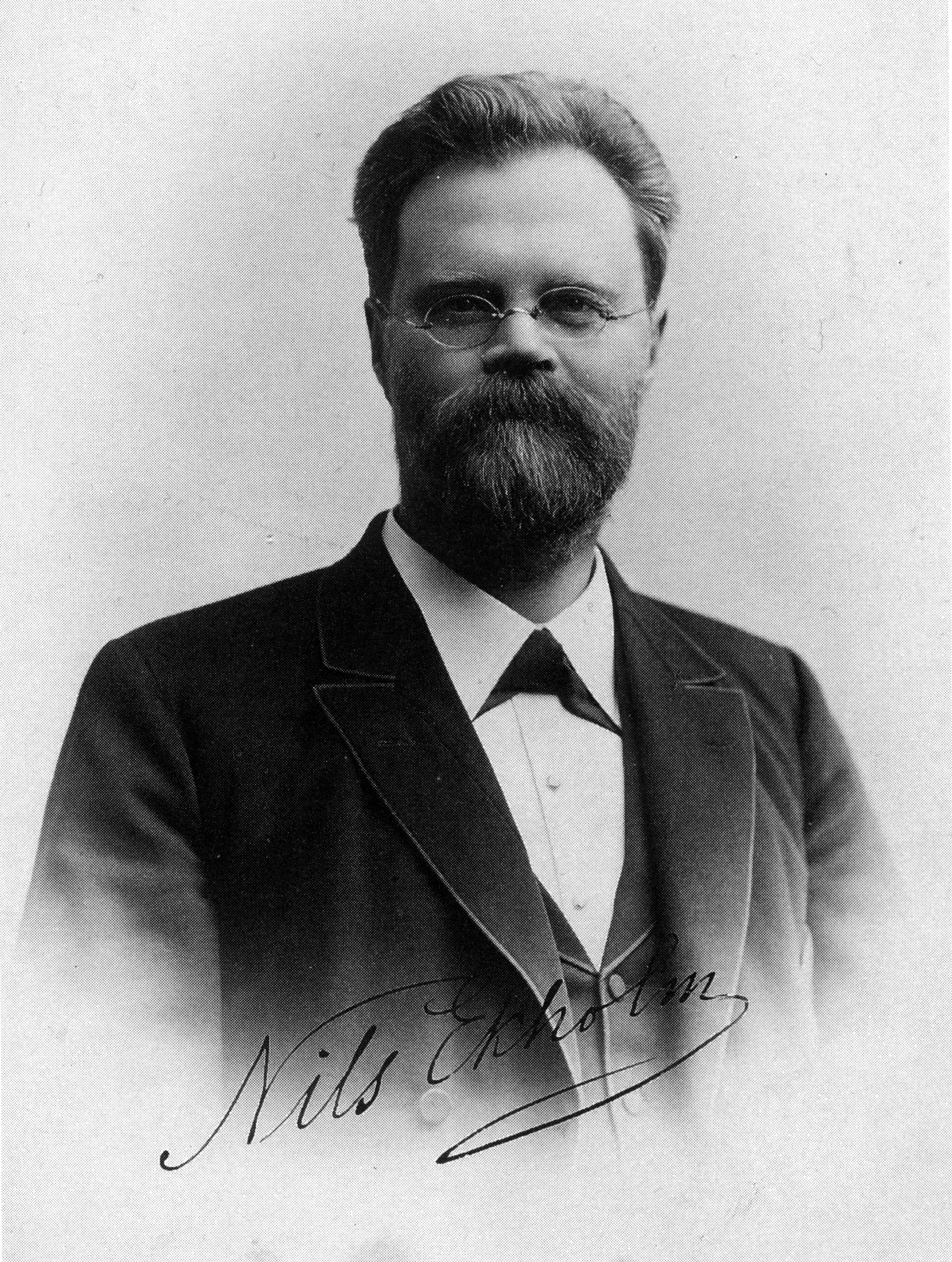
Nils Gustaf Ekholm

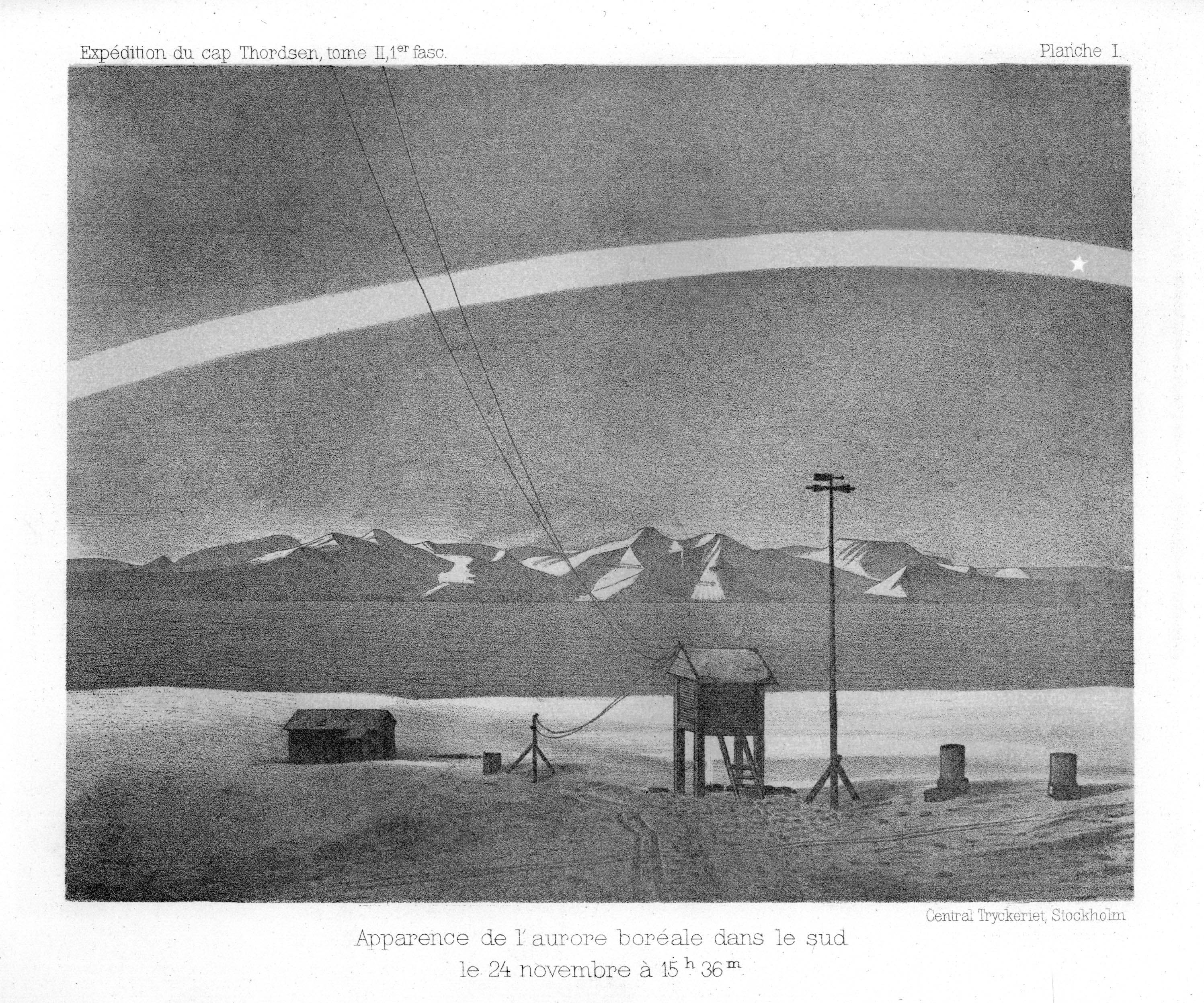
Norrsken över Svenskhuset 1882

Den svenska fysikaliska-meteorologiska expeditionen till Spetsbergen 1882–1883 ingick som ett bidrag till Det första internationella polaråret, 1882–1883, ett internationellt forskningsprojekt för att utforska Arktis och Antarktis.
Den österrikisk-ungerske sjöofficeraren och polarforskaren Karl Weyprecht hade 1875 tagit initiativ till det första internationella polaråret, som sedan organiserades av Georg von Neumayer, som var chef för den hydrografiska byrån i kejserliga amiralitetet i Berlin. 
För att planera Sveriges deltagande bildade Kungliga Vetenskapsakademien en särskild kommitté 1879 med deltagande av astronomen D.G. Lindhagen, fysikern Erik Edlund, Adolf Erik Nordenskiöld, meteorologen Robert Rubenson, expeditionens finansiär grosshandlaren Lars Olsson Smith samt den tilltänkte expeditionsledaren kaptenen F. Malmberg.
Den svenska fysikaliska-meteorologiska expeditionen hade Svenskhuset på Kap Thordsen vid Isfjorden på västra kusten av Spetsbergen som bas. Stationen förestods av meteorologen Nils Ekholm med ingenjören Salomon August Andrée som andreman. Dessutom fanns tre andra naturvetenskapliga forskare, en läkare  och sex assistenter. Dessa vistades i Svenskhuset mellan augusti 1882 och augusti 1883. De byggde ut huset för att få logiutrymme till assistenterna, en inomhustrappa och en veranda på den södra sidan. De byggde också några uthus: ett svinstall, ett duvslag, ett svartkrutlager, en hydda för att skydda termometern, en hydda för jordmagnetiska observationer och ett litet observatorium.
Mellan den 21 juli 1882 och den 25 augusti 1883 arbetade sex forskare i Svenskhuset, förutom Nils Ekholm och Salomon August André:
- Fotografen Vilhelm Carlheim-Gyllensköld (1859–1934), som också var observatör av norrsken
- Läkaren Richard Henrik Albert Gyllencreutz (1850–1914)
- Geofysikern Emil Otto Solander (1858–1933), som ansvarade för jordmagnetiska mätningar
- Topografen och löjtnanten Henrik Allan Stjernspetz (1850–1920)

Dagarna var strukturerade i sextimmars observationspass. Fritiden användes för jaktutflykter, promenader, kortspel och biljard. Dessutom förfogade expeditionen över ett välförsett bibliotek.
Alla uthusen har förfallit och är rivna. Av linbanan och trappan i klippan ned till stranden finns några spår. Svenskhuset rustades upp 1982 och hålls därefter i stånd genom Sysselmannens försorg. Marken ingår nu i Nordre Isfjorden nationalpark.
Salomon August Andrée  och Nils Ekholm skrev dagböcker under vistelsen på Svalbard.